# Zalog, Postojna
Zalog pri Postojni ou Zalog é um assentamento que foi independente até o ano de 1994, agora faz parte do município de Postojna, no sudoeste da  Eslovênia. Faz parte da tradicional região da Carniola Interior.

## Geografia
Zalog está situado a oeste do centro de Postojna. Inclui as aldeias de Kazarje (ou Kozarje) e Pasje Hiše, este refere-se aos canis mantidos pela polícia italiana antes da Segunda Guerra Mundial. A aldeia tem extensas pastagens e prados parcialmente pantanosos.

## Nome
O nome Zalog vem de uma frase preposicional fundida que perdeu a inflexão de caso: za + log, traduzido como: "atrás de uma clareira, perto da água" ou "atrás de uma floresta perto de um assentamento".

## Igreja

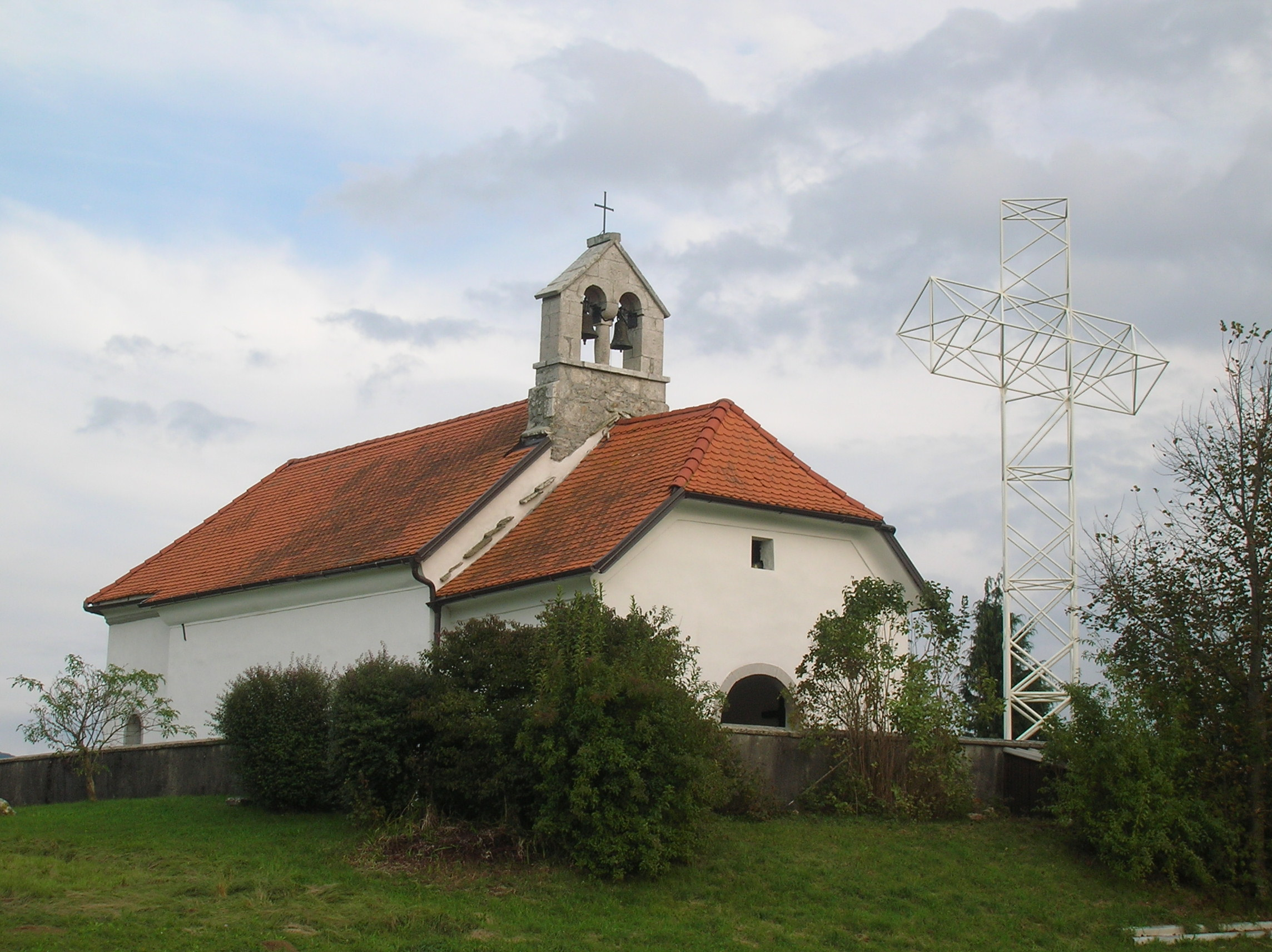
Igreja do Profeta Daniel, (Cerkev sv. Danijela) em esloveno

A igreja de Zalog é dedicada ao Profeta Daniel e está situada em uma colina ao sul da aldeia. É uma estrutura gótica tardia, possui uma torre sineira e uma cruz de metal branco em seus arredores, projetada pelo arquiteto local Leon Debevec. Sua primeira citação data-se em 1489, entretanto, há uma gravura no seu antigo sino do ano de 1383. Foi renovada em 1625. A igreja esteve em péssimas condições durante um longo período, sendo profanada e roubada várias vezes. Por iniciativa de alguns moradores locais e com a ajuda do Município de Postojna, os voluntários da aldeia realizaram, desde 1987, uma grande restauração tanto na parte interna quanto na parte externa da igreja.